# Torsten Laen
Torsten Laen (ur. 26 listopada 1979 w Odense) – duński piłkarz ręczny, reprezentant kraju. Gra na pozycji obrotowego. Obecnie występuje w Bundeslidze, w drużynie Füchse Berlin.

## Sukcesy

### reprezentacyjne
- 2002:  brązowy medal mistrzostw Europy (Szwecja)
- 2004:  brązowy medal mistrzostw Europy (Słowenia)

### klubowe
- 2000, 2004, 2007:  mistrzostwo Danii
- 2002, 2003, 2005:  puchar Danii
- 2008, 2009:  mistrzostwo Hiszpanii
- 2008, 2009:  zwycięstwo w Lidze Mistrzów EHF
- 2008:  puchar Hiszpanii
- 2008:  puchar Ligi ASOBAL
- 2008:  superpuchar Hiszpanii